# Régiment du Cap
Le régiment du Cap est un régiment d'infanterie colonial du royaume de France, créé en 1772 devenu sous la Révolution le 106e régiment d’infanterie de ligne.

## Création et différentes dénominations
- 18 août 1772 : création du régiment du Cap
- 1er janvier 1791 : renommé 106e régiment d’infanterie de ligne

## Colonels et mestres de camp
- 18 août 1772 : comte François Reynaud de Villeverd[note 1]
- 5 janvier 1780 : comte Louis Auguste Elzéar de Sabran[1]
- 16 janvier 1784 : vicomte François de Fontanges
- 8 février 1786 : baron Joseph Paul Augustin de Cambefort[2]
- 16 novembre 1792 : colonel N. Dassas

## Historique des garnisons, combats et batailles du régiment

### Origines
Les troupes coloniales sont créés par ordonnance royale du 18 août 1772.

### Création

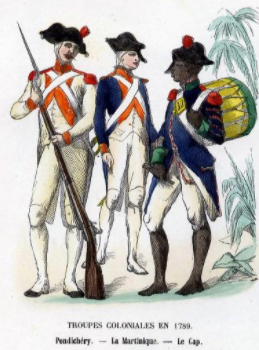
Soldats des régiments de Pondichéry, de la Martinique et du Cap en 1789.

Le « régiment du Cap » est formé le 18 août 1772 avec une partie de l'ancienne légion de Saint-Domingue créée en 1766 pour la défense de cette colonie.
Ce régiment était destiné à la garde de la partie de la colonie qui avait pour chef-lieu le Cap-Français.

### Guerre d'indépendance des États-Unis
Des détachements du corps sont employés à diverses expéditions pendant la guerre d'indépendance des États-Unis. L'un d'eux, embarqué en 1779 sur la flotte du comte d'Estaing, prend part au siège de Savannah.   
Un autre détachement, embarqué en 1782 sur la frégate l'Amazone, perd plusieurs soldats au combat naval soutenu le 28 juillet (en) par ce bâtiment sur les côtes de l'Union américaine.
1 officier et 2 soldats de ce régiment sont morts aux États-Unis durant guerre d'indépendance des États-Unis.

### Révolution haïtienne
Quand les troubles de Saint-Domingue commencèrent en 1790, le « régiment du Cap » est employé contre la bande du mulâtre Vincent Ogé, et la bat le 29 octobre 1790. 
L'ordonnance du 1er janvier 1791 fait disparaître les diverses dénominations, et les corps d'infanterie ne sont désormais plus désignés que par le numéro du rang qu'ils occupaient entre eux. Ainsi, 101 régiments sont renommés. Les régiments sont toutefois largement désignés avec le terme ci-devant, comme 106e régiment d'infanterie ci-devant Le Cap.
En 1791, la révolte des noirs était générale. Le régiment marche contre eux, les attaque le 27 août, en tue une centaine et disperse le reste. La révolte cependant avait gagné la ville du Cap, et le régiment, qui se conduisit bien d'abord, est plusieurs fois sur le point d'en venir aux mains avec les bataillons de Normandie et d'Artois qui s'étaient insurgés dès leur arrivée dans l'île. Enfin la contagion de l'exemple le lance, lui aussi, dans l'insubordination, et il finit par chasser Joseph Paul Augustin de Cambefort, son colonel, dans la journée du 19 octobre 1792.
Cependant, quand les Espagnols de la bande orientale de Saint-Domingue se mirent de la partie, le patriotisme l'emporta et, sous le commandement énergique du général Desfourneaux, le « régiment du Cap » se montre courageux. C'est avec 300 hommes du 106e régiment d'infanterie que Desfourneaux emporte, à la fin de 1793, le fort de la Crête-Sale et y fait prisonniers 700 Espagnols.
Le régiment arrive en France au début de 1794, est complété au Havre, le 13 floréal an III (2 mai 1795), par l'incorporation du bataillon de première réquisition de Beauvais, et est envoyé en Bretagne, où il sert jusqu'à la pacification de l'Ouest. 
Ses deux bataillons, qui ont figuré sur le papier dans l'organisation des 187e et 188e demi-brigades de première formation, n'ont pas été amalgamés et sont entrés directement, le 21 novembre 1796, dans la 13e demi-brigade de seconde formation.
Ainsi disparaît pour toujours le 106e régiment d'infanterie ci-devant Le Cap, partageant le sort de tous ces vieux régiments qui depuis deux siècles avaient défendu si intrépidement la patrie contre toutes les coalitions.

## Sources et Bibliographie
- Louis Susane : Histoire de l'ancienne infanterie française, Tome 7, page 402  : document utilisé comme source pour la rédaction de cet article.
- Historiques des corps de troupe de l'armée française (1569-1900)  : document utilisé comme source pour la rédaction de cet article.